# کلسی گرمر
کِلسی گِرَمِر (انگلیسی: Kelsey Grammer؛ زاده ۲۱ فوریهٔ ۱۹۵۵) هنرپیشه اهل ایالات متحده آمریکا است. وی از سال ۱۹۷۹ میلادی تاکنون مشغول فعالیت بوده‌است.

## گزیده فیلمشناسی
- مثل پدر
- داستان اسباب‌بازی ۲
- مردان ایکس: آخرین ایستادگی
- تبدیل‌شوندگان: عصر انقراض
- آناستازیا
- ۱۵ دقیقه
- به من برس
- مردان متوسط
- جزیره بزرگ
- حتی پول
- من نمیدونم
- اوضاع درهم خارج از زندان
- بزرگ خالی
- کشتن عیسی
- پایین پریسکوپ